# 瓦兹拉克
瓦兹拉克（法語：Vazerac，法語發音：[vaz(ə)ʁak]）是法国奥克西塔尼大区塔恩-加龙省的一个市镇，属于蒙托邦区。

## 地理
瓦兹拉克（44°11'27"N, 1°17'5"E）面积32.68 平方千米，位于法国奧克西塔尼大區塔恩-加龙省，该省份为法国西南部内陆省份，北起顺时针与洛特省、阿韦龙省、塔恩省、上加龙省、热尔省和洛特-加龙省接壤。
与瓦兹拉克接壤的市镇（或旧市镇、城区）包括：卡兹-蒙德纳尔、拉巴特、拉弗朗赛斯、皮科尔内、索沃泰尔、卡斯泰尔诺蒙拉捷。

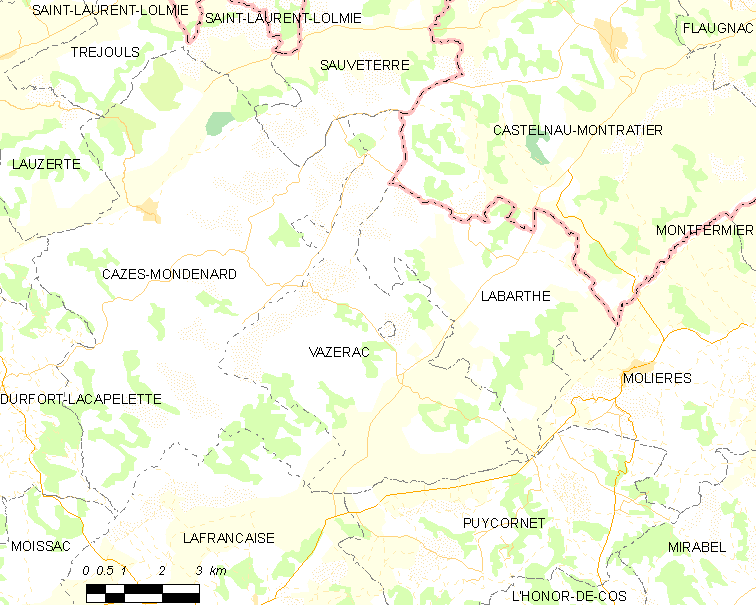
瓦兹拉克的OSM定位图

瓦兹拉克的时区为UTC+01:00、UTC+02:00（夏令时）。

## 行政
瓦兹拉克的邮政编码为82220，INSEE市镇编码为82189。

## 政治
瓦兹拉克所属的省级选区为塞尔地区-南凯尔西县。

## 人口

1962-2008年间瓦兹拉克人口变化图示

瓦兹拉克于2022年1月1日时的人口数量为767人。